# Jet Li Contract Killer – Im Auftrag des Todes
Contract Killer – Im Auftrag des Todes (Hitman, The Contract Killer, Sat sau ji wong) ist eine Hongkong-chinesische Actionkomödie von Wei Tung aus dem Jahr 1998.

## Handlung
Der Anführer einer Yakuza-Organisation Tsukamoto deponiert für den Fall seiner Ermordung 100 Millionen Dollar für denjenigen, der seinen Tod rächen würde. Etwas später wird er getötet. Zahlreiche Menschen nehmen an einem Treffen der Killer teil, die den Auftrag ausführen könnten. Darunter befindet sich Fu, der früher ein Soldat einer Eliteeinheit war und in finanziellen Schwierigkeiten steckt. Fu verbündet sich mit dem Betrüger Ngok Lo, der fortan als sein Agent fungiert.
Eiji Tsukamoto, der Enkelsohn des Ermordeten, will den Mörder selbst töten. Er nimmt seinem Vater übel, dass Fremde den Tod dessen Vaters rächen sollten. Währenddessen nimmt Fu einen anderen Auftrag an, um die laufenden Kosten zu decken. Er tötet die Zielperson nicht, sondern verteidigt sie vor den anderen Killern, wofür er von dieser Person mit Geld belohnt wird. Er und Ngok Lo werden aber am Tatort verhaftet und vernommen. Ngok Los Tochter Kiki, die Jura studiert, holt beide aus dem Arrest. Er bringt Fu in seiner Wohnung unter – im einstigen Zimmer seiner Tochter. Er warnt Fu, dass dieser nicht für die bereits verlobte Kiki schwärmen soll.
Als Fu und Ngok Lo von Eiji Tsukamoto bedrängt werden, erzählt Ngok Fu, dass er ein Hochstapler ist. Weiterhin hat Ngok Lo in der Unterwelt verbreitet, er wäre der König der Killer. Aber, da Tsukamoto vom echten König der Killer umgebracht wurde, sind nun alle fälschlicherweise hinter ihm her. Fu und Ngok treffen sich mit Tsukamoto. Dort kommt es zum großen Kampf, an dem auch der König der Killer plötzlich auftaucht und sich als Polizist zu erkennen gibt.
Es kommt zum Kampf zwischen dem König der Killer und Eiji, in dem Eiji Tsukamoto stirbt. Der Vorsitzende der Jury, die die Belohnung vergeben soll, willigt ein, der Version zuzustimmen, in der Eiji Tsukamoto der zu tötende Mörder war. Der König der Killer will seinen Platz Fu überlassen, der Ngok Lo als seinen Agenten feuert und stattdessen mit der Vermittlung der Aufträge dessen Tochter Kiki beauftragt.

## Kritiken
Almar Haflidason schrieb für die BBC, der Humor komme wie bei vielen in Hongkong produzierten Filmen nicht gut an. Die Choreografie der Kampfszenen gleiche diesen Mangel aus.
Die Zeitschrift Cinema schrieb, „Action, Witz und Romantik finden irgendwie nicht zusammen“: „Die Gags sind banane, furios das Actionfinale“.
Der Filmdienst sah eine „Furiose Martial-Arts-Unterhaltung als Ableger […], die die gewohnten Turbulenzen mit komödiantischen Einlagen zu verbinden versucht.“

## Auszeichnungen
Wei Tung wurde im Jahr 1999 für die Choreografie der Actionszenen für den Hong Kong Film Award nominiert.